# Titularbistum Assidona
Assidona ist ein Titularbistum der römisch-katholischen Kirche.
Es geht zurück auf einen früheren Bischofssitz in der Stadt Medina-Sidonia in Spanien. Der Bischofssitz gehörte der Kirchenprovinz Sevilla an.
| Titularbischöfe von Assidona |                         |                                                             |                    |                   |
| Nr.                          | Name                    | Amt                                                         | von                | bis               |
| 1                            | Edward Quentin Jennings | emeritierter Bischof von Fort William (Kanada)              | 18. September 1969 | 23. November 1970 |
| 2                            | Dante Bernini           | Weihbischof in Albano (Italien)                             | 30. Oktober 1971   | 10. Juli 1975     |
| 3                            | Aldo Garzia             | Koadjutorbischof von Molfetta-Giovinazzo-Terlizzi (Italien) | 7. Oktober 1975    | 18. März 1978     |